# Shelfordia vechti
Shelfordia vechti är en stekelart som först beskrevs av Donald L.J. Quicke 1984.  Shelfordia vechti ingår i släktet Shelfordia och familjen bracksteklar. Inga underarter finns listade i Catalogue of Life.